# 馬里昂縣 (伊利諾伊州)
馬里昂縣（英語：Marion County）是位於美國伊利諾伊州中南部的一個縣。面積1,491平方公里。根據美國2000年人口普查，共有人口41,691人。縣治塞勒姆（Salem）。
成立於1823年1月24日。縣名是紀念美國獨立戰爭時期將領法蘭西斯·馬里昂（Francis Marion）。